# Sofia Goggiová
Sofia Goggiová (nepřechýleně: Goggia, * 15. listopadu 1992 Bergamo) je italská alpská lyžařka specializující se na rychlostní disciplíny sjezd, obří slalom a Super-G. Závodí také v superkombinaci.
Na Zimních olympijských hrách 2018 v Pchjongčchangu se stala olympijskou vítězkou ve sjezdu, jakožto jediný šampion italské výpravy v lyžování. Z pekingské Zimní olympiády 2022 přidala stříbrnou medaili v téže disciplíně, přestože ji limitovalo tři týdny staré zranění kolene. V rámci světových šampionátů získala dvě medaile. Na Mistrovství světa 2017 ve Svatém Mořici obsadila třetí místo v obřím slalomu. Z MS 2019 v Åre si odvezla stříbrnou medaili v superobřím slalomu s minimální ztrátou dvou setin sekundy na Mikaelu Shiffrinovou.
Ve Světovém poháru debutovala lienzským obřím slalomem v prosinci 2011, v němž nepostoupila do druhého kola. V celkovém konečném hodnocení poháru se nejlépe umístila v sezóně 2016/2017 na 3. pozici. Malý křišťálový glóbus za sezónní vítězství ve sjezdu poprvé vybojovala v ročníku 2017/2018 o pouhé tři body před Vonnovou. Další vítězství přidala v sezónách 2020/2021 a 2021/2022. Stala se tak čtvrtou italskou držitelkou malého glóbu po Compagnoniové (obří slalom, 1997), Kostnerové (sjezd, 2001 a 2002) a Karbonové (obří slalom, 2008).
Do října 2022 ve Světovém poháru vyhrála 17 závodů, z toho 12 ve sjezdu a 5 v superobřím slalomu. Premiérového triumfu dosáhla během března 2017 sjezdovým vítězstvím v olympijském středisku Čongson. Následující den ovládla i Super-G. V ročníku 2020/2021 vyhrála čtyři sjezdy v řadě, když si připsala prvenství ve Val-d'Isère, Svatém Antonu a dvě v Crans-Montaně. Naposledy předtím tohoto výkonu dosáhla Američanka Lindsey Vonnová během roku 2018.
V sezóně 2020/2021 vyhrála do února čtyři z pěti odjetých sjezdů a v pátém obsadila druhé místo. Dva týdny před Světovým šampionátem 2021 v Cortině si však zlomila horní část holenní kosti během odpočinkové jízdy na turistické sjezdovce namísto zrušeného závodu v Garmisch-Partenkirchenu. V milánské nemocnici nemusela podstoupit operaci, ale sezóna pro ni skončila pro předpokládanou 45denní rekonvalescenci.
V letech 2017 a 2018 byla vyhlášena italskou Sportovkyní roku. V roce 2019 ji italský olympijský výbor jmenoval ambasadorkou na podporu pořádání Zimních olympijských her 2026 v Miláně a Cortině. V této roli se tak připojila k Albertu Tombovi. V červnu 2019 se zúčastnila volby v lausannském centru MOV, v níž Italové porazili švédskou kandidaturu. V témže roce se rovněž stala velvyslankyní pro Mistrovství světa 2021 v Cortině. Italský olympijský výbor ji vybral za vlajkonošku na zahajovacím ceremoniálu Zimních olympijských her 2022 v Pekingu. Dva týdny před olympiádou si však při pádu v cortinském Super-G přivodila drobnou zlomeninu holenní kosti a poškodila zkřížený vaz v levém koleni. Role vlajkonošky tak připadla snowboardkrosařce Michele Moioliové. V rámci rychlé rekonvalescence po zahajovacím ceremoniálu odletěla do Pekingu. Z olympijského Super-G se však odhlásila, když ji nedoléčené koleno stále nedovolilo zasáhnout do závodu. O čtyři dny později se postavila na start sjezdu, v němž dojela druhá.

## Světový pohár

### Sezónní vítězství – křišťálové glóby

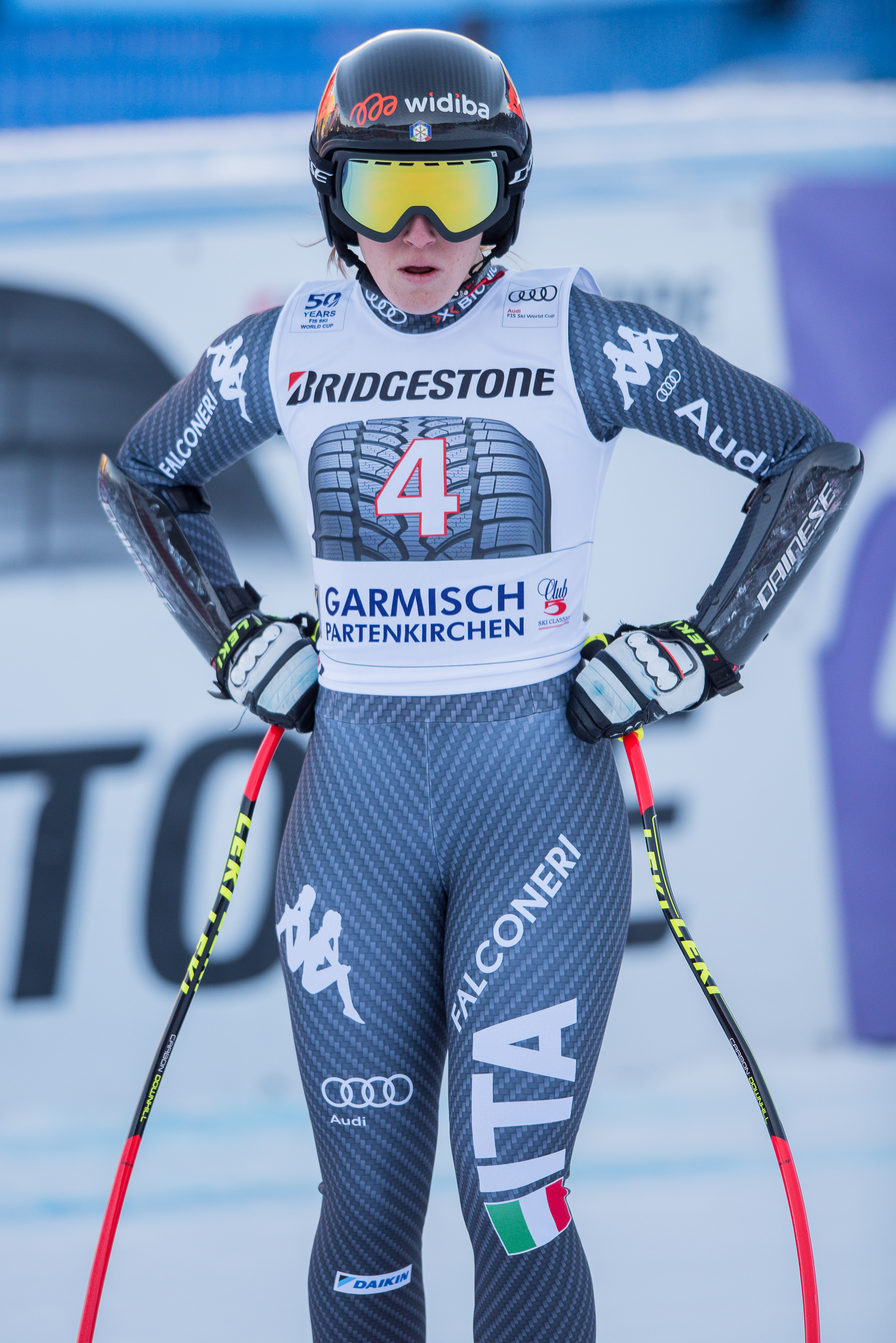
Sofia Goggiová po Super-G v Garmischi, 2017

|        |            |
| Sezóna | Disciplína |
| 2018   | sjezd      |
| 2021   | sjezd      |
| 2022   | sjezd      |

### Stupně vítězů

#### Přehled
|        | Slalom | Obří slalom | Sjezd | Super-G | Kombinace | Paralel. sl. | Celkem |
| Výhry  | 0      | 0           | 12    | 5       | 0         | 0            | 17     |
| Pódium | 0      | 5           | 22    | 12      | 1         | 0            | 40     |

#### Závody
| Umístění na stupních vítězů |                    |                                 |                |          |
| Sezóna                      | datum              | místo konání                    | disciplína     | umístění |
| 2017 (2 vítězství)          | 26. listopadu 2016 | Killington, Spojené státy       | obří slalom    | 3.       |
| 2017 (2 vítězství)          | 2. prosince 2016   | Lake Louise, Kanada             | sjezd          | 2.       |
| 2017 (2 vítězství)          | 4. prosince 2016   | Lake Louise, Kanada             | Super-G        | 3.       |
| 2017 (2 vítězství)          | 10. prosince 2016  | Sestriere, Itálie               | obří slalom    | 2.       |
| 2017 (2 vítězství)          | 16. prosince 2016  | Val-d'Isère, Francie            | superkombinace | 3.       |
| 2017 (2 vítězství)          | 17. prosince 2016  | Val-d'Isère, Francie            | sjezd          | 3.       |
| 2017 (2 vítězství)          | 7. ledna 2017      | Maribor, Slovinsko              | obří slalom    | 2.       |
| 2017 (2 vítězství)          | 28. ledna 2017     | Cortina d'Ampezzo, Itálie       | sjezd          | 2.       |
| 2017 (2 vítězství)          | 29. ledna 2017     | Cortina d'Ampezzo, Itálie       | Super-G        | 2.       |
| 2017 (2 vítězství)          | 4. března 2017     | Čongson, Jižní Korea            | sjezd          | 1.       |
| 2017 (2 vítězství)          | 5. března 2017     | Čongson, Jižní Korea            | Super-G        | 1.       |
| 2017 (2 vítězství)          | 15. března 2017    | Aspen, Spojené státy            | sjezd          | 3.       |
| 2017 (2 vítězství)          | 19. března 2017    | Aspen, Spojené státy            | obří slalom    | 2.       |
| 2018 (3 vítězství)          | 16. prosince 2017  | Val-d'Isère, Francie            | Super-G        | 2.       |
| 2018 (3 vítězství)          | 17. prosince 2017  | Val-d'Isère, Francie            | Super-G        | 3.       |
| 2018 (3 vítězství)          | 6. ledna 2018      | Kranjska Gora, Slovinsko        | obří slalom    | 3.       |
| 2018 (3 vítězství)          | 14. ledna 2018     | Bad Kleinkirchheim, Rakousko    | sjezd          | 1.       |
| 2018 (3 vítězství)          | 19. ledna 2018     | Cortina d’Ampezzo, Itálie       | sjezd          | 1.       |
| 2018 (3 vítězství)          | 3. února 2018      | Garmisch-Partenkirchen, Německo | sjezd          | 2.       |
| 2018 (3 vítězství)          | 4. února 2018      | Garmisch-Partenkirchen, Německo | sjezd          | 2.       |
| 2018 (3 vítězství)          | 14. března 2018    | Åre, Švédsko                    | sjezd          | 2.       |
| 2018 (3 vítězství)          | 15. března 2018    | Åre, Švédsko                    | Super-G        | 1.       |
| 2019 (1 vítězství)          | 26. ledna 2019     | Garmisch-Partenkirchen, Německo | Super-G        | 2.       |
| 2019 (1 vítězství)          | 27. ledna 2019     | Garmisch-Partenkirchen, Německo | sjezd          | 2.       |
| 2019 (1 vítězství)          | 23. února 2019     | Crans-Montana, Švýcarsko        | sjezd          | 1.       |
| 2020 (1 vítězství)          | 14. prosince 2019  | Sv. Mořic, Švýcarsko            | Super-G        | 1.       |
| 2020 (1 vítězství)          | 2. února 2020      | Roza Chutor, Rusko              | Super-G        | 2.       |
| 2021 (4 vítězství)          | 18. prosince 2020  | Val d’Isère, Francie            | sjezd          | 2.       |
| 2021 (4 vítězství)          | 19. prosince 2020  | Val d’Isère, Francie            | sjezd          | 1.       |
| 2021 (4 vítězství)          | 9. ledna 2021      | Sv. Anton, Rakousko             | sjezd          | 1.       |
| 2021 (4 vítězství)          | 22. ledna 2021     | Crans-Montana, Švýcarsko        | sjezd          | 1.       |
| 2021 (4 vítězství)          | 23. ledna 2021     | Crans-Montana, Švýcarsko        | sjezd          | 1.       |
| 2022 (6 vítězství)          | 3. prosince 2021   | Lake Louise, Kanada             | sjezd          | 1.       |
| 2022 (6 vítězství)          | 4. prosince 2021   | Lake Louise, Kanada             | sjezd          | 1.       |
| 2022 (6 vítězství)          | 5. prosince 2021   | Lake Louise, Kanada             | Super-G        | 1.       |
| 2022 (6 vítězství)          | 18. prosince 2021  | Val-d'Isère, Francie            | sjezd          | 1.       |
| 2022 (6 vítězství)          | 19. prosince 2021  | Val-d'Isère, Francie            | Super-G        | 1.       |
| 2022 (6 vítězství)          | 22. ledna 2022     | Cortina d’Ampezzo, Itálie       | sjezd          | 1.       |
| 2022 (6 vítězství)          | 27. února 2022     | Crans-Montana, Švýcarsko        | sjezd          | 3.       |

### Konečné pořadí v sezónách
| Sezóna                        |         |                  |             |                  |       |                  |     |
| Věk                           | Celkové | Slalom           | Obří slalom | Super-G          | Sjezd | Kombinace        |     |
| 2014                          | 21 let  | 85.              | —           | —                | 30.   | —                | —   |
| 2015                          | 22 let  | 123.             | —           | —                | 58.   | —                | —   |
| 2016                          | 23 let  | 38.              | —           | 22.              | 20.   | 32.              | 35. |
| 2017                          | 24 let  | Bronzová medaile | —           | Bronzová medaile | 6.    | Stříbrná medaile | 8.  |
| 2018                          | 25 let  | 4.               | —           | 22.              | 5.    | Zlatá medaile    | 17. |
| 2019                          | 26 let  | 22.              | —           | 43.              | 14.   | 7.               | —   |
| 2020                          | 27 let  | 11.              | —           | 19.              | 8.    | 17.              | —   |
| 2021                          | 28 let  | 9.               | —           | 13.              | 18.   | Zlatá medaile    | —   |
| 2022                          | 29 let  | 6.               | —           | 35.              | 5.    | Zlatá medaile    | —   |
| Aktualizováno k 5. dubnu 2022 |         |                  |             |                  |       |                  |     |

## Vrcholné akce

### Mistrovství světa

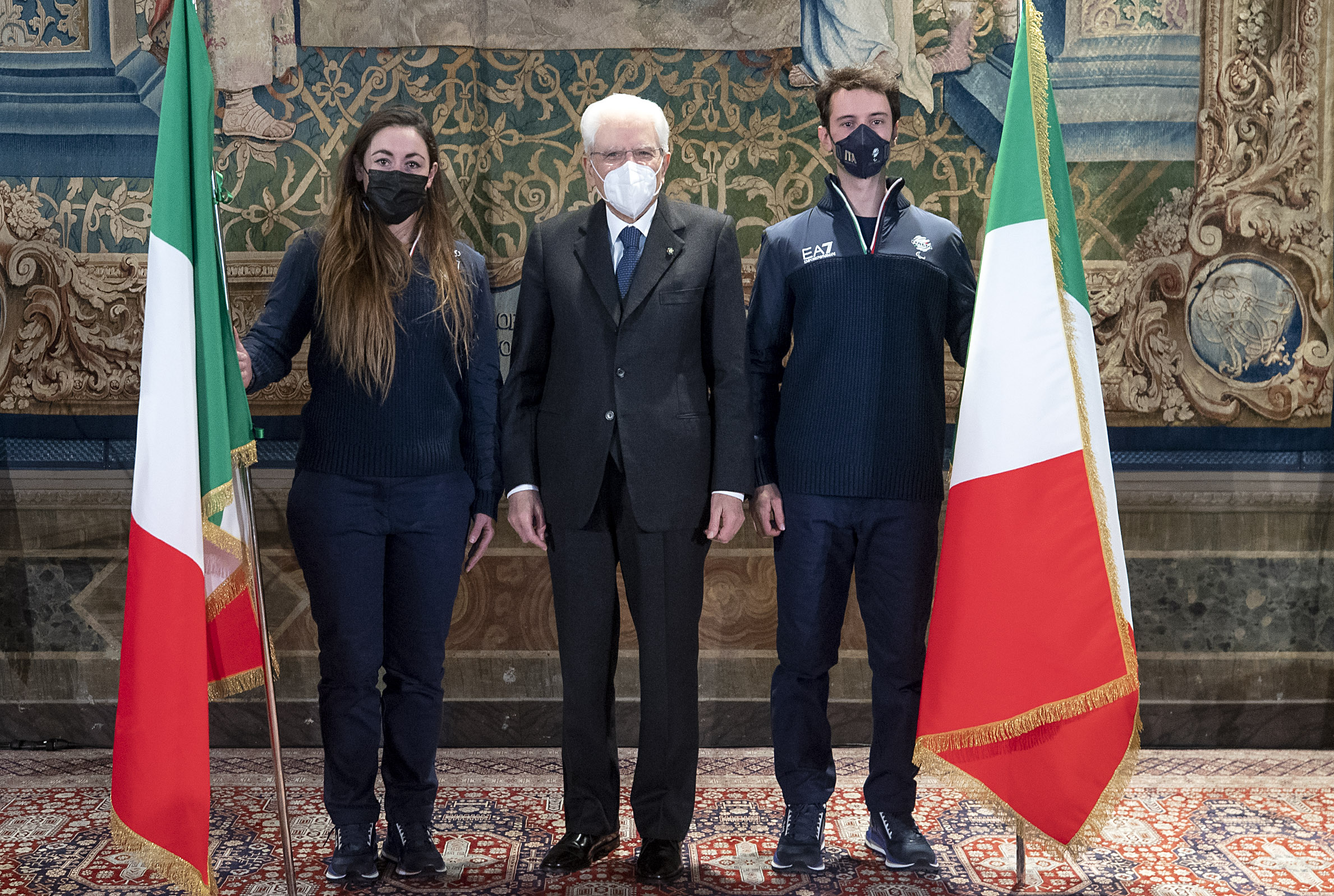
Italský prezident Sergio Mattarella při předání italských vlajek vlajkonošům národní výpravy na olympiádě a paralympiádě 2022. Goggiová se přesně o měsíc později zranila v Cortině a vlajkonoškou se stala Moioliová, 23. prosince 2021

| Rok                                         | Věk    | Slalom                   | Obří slalom              | Super-G                  | Sjezd                    | Kombinace                | Týmy                     |
| 2013                                        | 20 let | —                        | —                        | 4.                       | 22.                      | 7.                       | —                        |
| 2015                                        | 22 let | nestartovala             | nestartovala             | nestartovala             | nestartovala             | nestartovala             | nestartovala             |
| 2017                                        | 24 let | —                        | 3.                       | 10.                      | 4.                       | DNF2                     | —                        |
| 2019                                        | 26 let | —                        | DNF2                     | 2.                       | 15.                      | —                        | —                        |
| 2021                                        | 28 let | nestartovala pro zranění | nestartovala pro zranění | nestartovala pro zranění | nestartovala pro zranění | nestartovala pro zranění | nestartovala pro zranění |
| DNF1/2 – nedojela do cíle v 1. nebo 2. kole |        |                          |                          |                          |                          |                          |                          |

### Zimní olympijské hry
| Rok                         | Věk    | Slalom                   | Obří slalom              | Super-G                  | Sjezd | Kombinace | Týmy |
| 2018                        | 25 let | —                        | 11.                      | 11.                      | 1.    | DNS       | —    |
| 2022                        | 29 let | nestartovala pro zranění | nestartovala pro zranění | nestartovala pro zranění | 2.    | —         | —    |
| DNS – nenastoupila na start |        |                          |                          |                          |       |           |      |